# Música da Etiópia
A música da Etiópia é extremamente diversificada, com cada um dos grupos étnicos da Etiópia sendo associados a sons únicos.

## Características
A música etíope usa um modo musical distinto que é pentatônico, com intervalos caracteristicamente longos entre algumas notas.
A música do Planalto Etíope usa um sistema modal fundamental chamado qenet, do qual existem quatro modos principais: tezeta, bati, ambassel e anchihoy. Três modos adicionais são variações do acima: tezeta menor, bati maior e bati menor. Algumas canções tomam o nome de seu qenet, como tizita, uma canção de reminiscência. Quando tocados em instrumentos tradicionais, esses modos geralmente não são temperados (ou seja, os tons podem divergir um pouco do sistema de afinação temperada ocidental), mas quando tocados em instrumentos ocidentais como pianos e guitarras, eles são tocados com o temperamento ocidental.
A música nos planaltos da Etiópia é geralmente monofônica ou heterofônica . Em algumas áreas do sul, algumas músicas são polifônicas. O canto polifônico do povo Dorze (edho) pode empregar até cinco partes; Majangir, quatro partes.

## Instrumentos musicais

### Cordofones

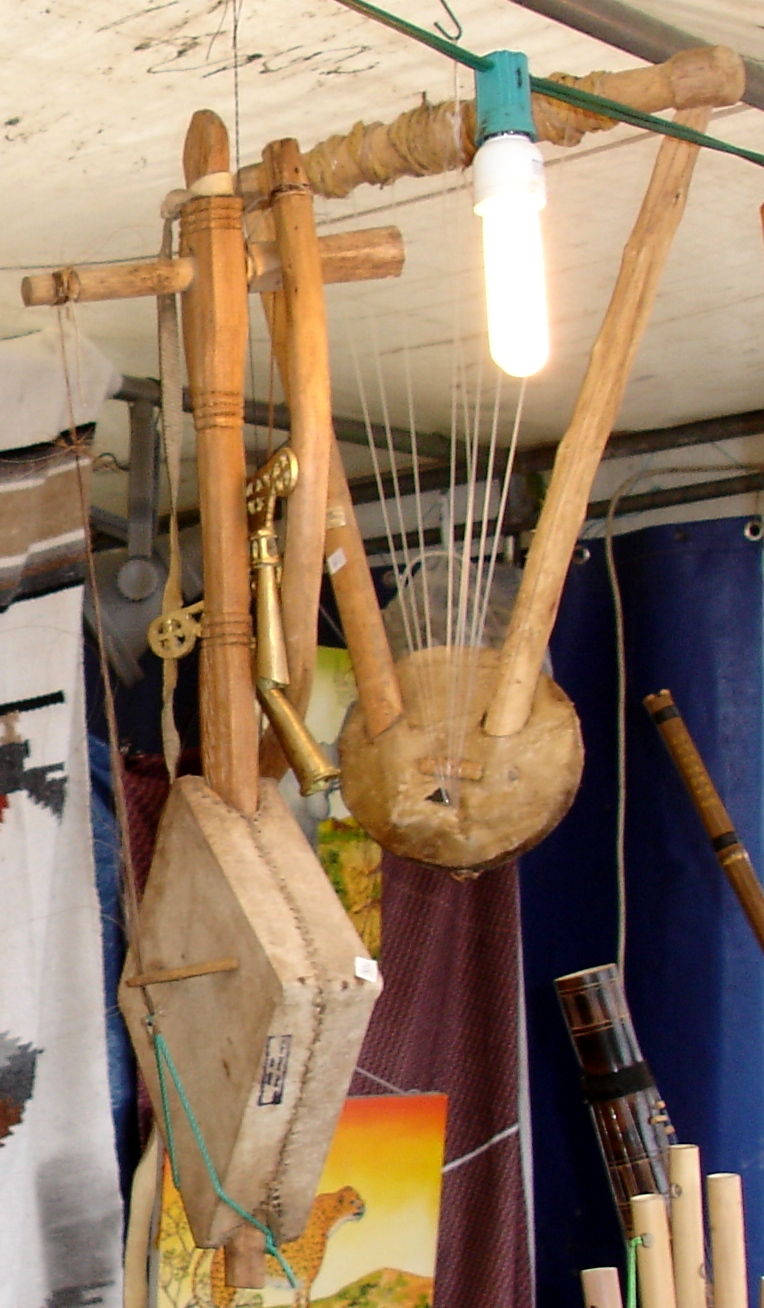
Masinko (esquerda) e Kirar (direita)

Nos planaltos, os instrumentos tradicionais de cordas incluem o masenqo (também conhecido como masinko), um alaúde curvado de uma corda; o krar (também conhecido como kirar), uma lira de seis cordas; e o begena, uma grande lira de dez cordas. A dita (uma lira de cinco cordas)  e os arcos musicais (incluindo uma variante incomum de três cordas) estão entre os cordofones encontrados no sul.

### Aerofones
O washint é uma flauta de bambu que é comum nos planaltos. Instrumentos semelhantes a trompetes incluem o malakat cerimonial usado em algumas regiões, e o holdudwa (chifre animal), encontrado principalmente no sul. Flautas Embilta não possuem orifícios para os dedos e produzem apenas dois tons, o fundamental e um quarto ou quinto intervalo. Estes podem ser de metal (geralmente encontrados no norte) ou de bambu (no sul). O Konso e outras pessoas no sul tocam fanta, ou flautas de pã. Tem 6 buracos.

### Idiofones
Na Igreja Ortodoxa da Etiópia, a música litúrgica emprega o senasel, um sistro . Além disso, o clero usa equipes de oração, ou maqwamiya, para manter o ritmo. As igrejas rurais historicamente usam dawal para chamar os fiéis à oração. Eles são feitos de lajes de pedra ou pedaços de madeira. O Beta Israel usa um pequeno gongo chamado qachel como acompanhamento litúrgico, embora qachel também possa se referir a um pequeno sino. O toom, um lamelofone, é usado entre os Nuer, Anuak, Majangir, Surma e outros grupos nilóticos. Chocalhos de perna de metal são comuns em todo o sul.

### Membranofones
O kebero é um tambor de mão grande usado na liturgia cristã ortodoxa. Os tambores kebero menores podem ser usados em celebrações seculares. O nagarit, tocado com um bastão curvado, é normalmente encontrado em um contexto secular, como funções reais ou o anúncio de proclamações, embora tenha uma função litúrgica entre o Beta Israel. Os Gurage e algumas outras populações nas terras baixas geralmente tocam o atamo, um pequeno tambor de mão, às vezes feito de barro. Na região de Gambela, no oeste da Etiópia, os Anuak especificam três tipos diferentes de tambores: o anedo (tambor pequeno), o odola (tambor médio) e o bul (tambor grande), com diferentes padrões rítmicos ligados a certos gêneros musicais.

## Música religiosa e secular
Algumas músicas religiosas etíopes tem um elemento cristão antigo, traçado a Yared, que viveu durante o reinado de Gabra Masqal. No nordeste da Etiópia, em Wollo, uma forma musical muçulmana chamada manzuma se desenvolveu. Cantada em amárico, a manzuma se espalhou para Harar e Jimma, onde agora é cantada na língua Oromo. Nos Planaltos da Etiópia, a música tradicional secular é tocada principalmente por músicos itinerantes chamados azmaris, que são considerados com respeito na sociedade etíope.

## Música popular
A Etiópia é um país musicalmente tradicional. É claro que a música popular é tocada, gravada e ouvida, mas a maioria dos músicos também canta músicas tradicionais, e a maioria das audiências escolhe ouvir estilos populares e tradicionais. Uma tradição musical popular de longa data na Etiópia era a brass band, importadas de Jerusalém na forma de quarenta órfãos armênios (Arba Lijoch) durante o reinado de Haile Selassie. Esta banda, que chegou a Adis Abeba em 6 de setembro de 1924, tornou-se a primeira orquestra oficial da Etiópia. No final da Segunda Guerra Mundial, grandes orquestras acompanhavam cantores; As orquestras mais proeminentes eram a Banda do Exército, a Banda da Polícia e a Banda do Guarda-Costas Imperial .
Entre os anos 1950 e 1970, os músicos populares etíopes eram Mahmoud Ahmed, Alemayehu Eshete, Hirut Bekele, Ali Birra, Ayalew Mesfin, Kiros Alemayehu, Muluken Melesse e Tilahun Gessesse, enquanto músicos folclóricos populares incluíam Alemu Aga, Kassa Tessema, Ketema Makonnen, Asnaketch Worku e Mary Armede. Talvez o músico mais influente do período, no entanto, tenha sido o pai do Ethio-jazz Mulatu Astatke. A Amha Records, a Kaifa Records e a Philips-Etiópia foram importantes gravadoras etíopes durante essa época. Desde 1997, a série Buda Musique's Éthiopiques compilou muitos desses singles e álbuns em CD.
Durante os anos 80, o Derg chegou ao poder na Etiópia, e a emigração tornou-se quase impossível. Os músicos durante este período eram Ethio Stars, Wallias Band e Roha Band, embora o cantor Neway Debebe fosse o mais popular. Ele ajudou a popularizar o uso de seminna-werq (cera e ouro, uma forma poética de duplo sentido) na música (anteriormente usada apenas em qiné, ou poesia) que frequentemente permitia aos cantores criticar o governo sem perturbar os censores.

### Atualmente

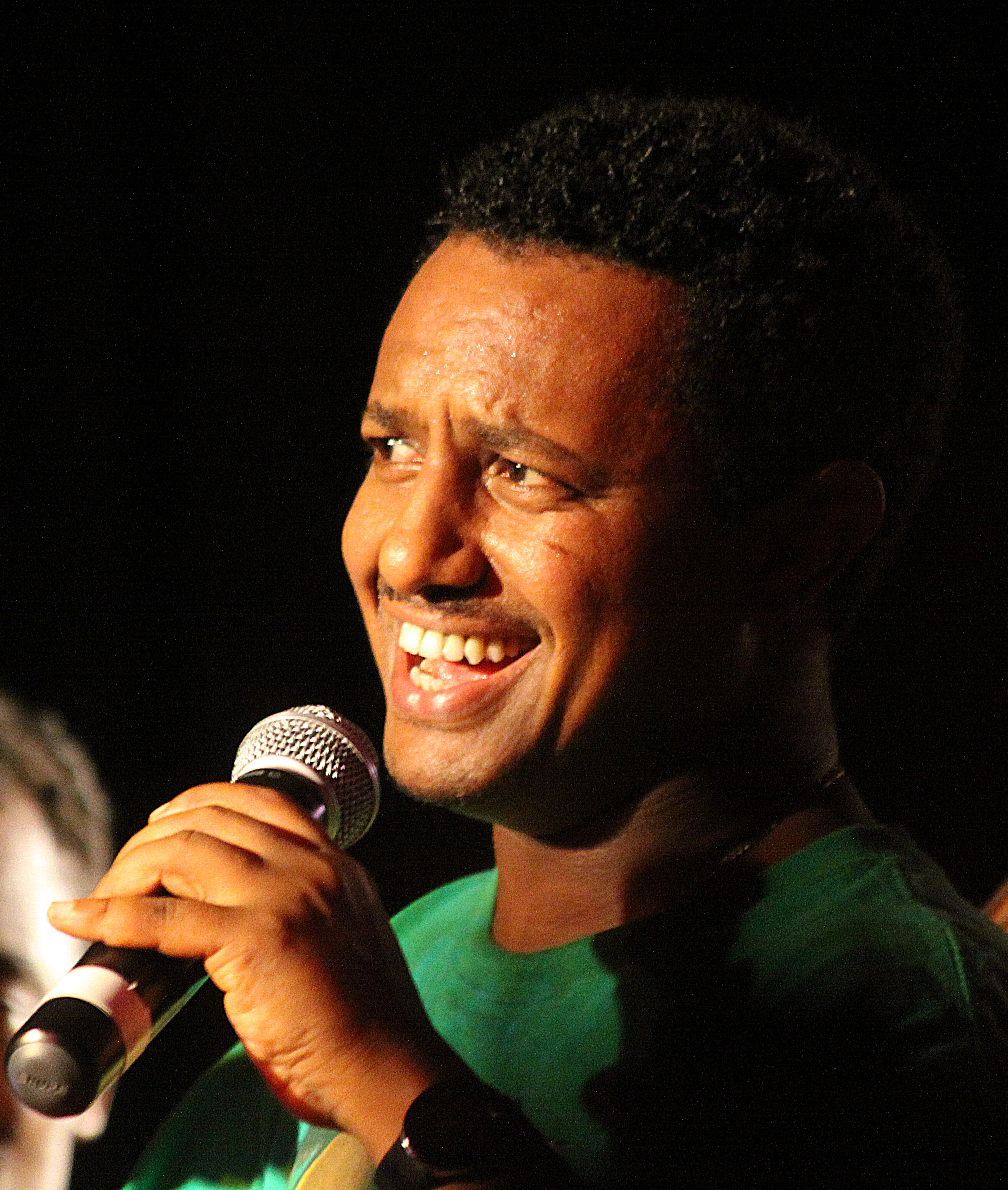
Teddy Afro cantando em um concerto

Atualmente, a cantora etíope mais proeminente internacionalmente é Gigi. Através de sua atuação com proeminentes músicos de jazz como Bill Laswell (que também é seu marido) e Herbie Hancock, Gigi trouxe a música etíope para a atenção popular, especialmente nos Estados Unidos, onde ela mora atualmente.
Outro notável cantor é Neway Debebe, que foi muito popular entre os jovens da década de 1980 e início de 1990, com canções como "Yetekemt Abeba", "Metekatun Ateye", "Safsaf" e "Gedam", entre outros. Abatte Barihun exemplificou todos os quatro qenets principais em seu álbum de 2005, Ras Deshen .
O produtor de Éthiopiques, Francis Falceto, critica a música etíope contemporânea por ter evitado instrumentos tradicionais e conjuntos de tocadores e hoje tocando em favor de bandas de um homem usando sintetizadores. Kay Kaufman Shelemay, professor da Universidade de Harvard, por outro lado, afirma que existe uma criatividade genuína na cena musical contemporânea. Ela salienta ainda que a música etíope não está sozinha na mudança para a música produzida eletronicamente, um ponto que Falceto reconhece.

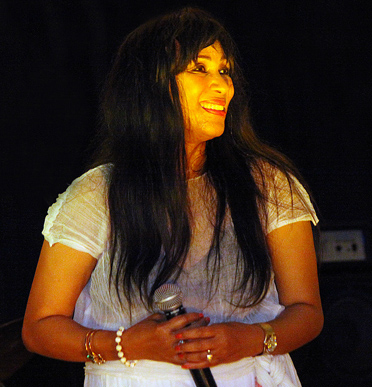
Aster Aweke

No Ocidente, várias bandas também foram criadas nos últimos anos para tocar música inspirada na série Éthiopiques e outros exemplos da música etíope dos anos 60 e 70. Eles incluem a orquestra de Boston Either / Orchestra, Imperial Tiger Orchestra (Suíça), e Le Tigre des platanes (França).
Novos gêneros de música, populares nos países ocidentais, como rock e hip hop, foram introduzidos nos últimos anos. Atores musicais como Jano Band tocam um novo estilo de música apelidado de "Ethio-rock", uma mistura de música etíope e rock. O Hip Hop começou a influenciar a música etíope no início e meados dos anos 2000 e culminou com a criação do hip hop etíope, rimada na língua amárica nativa. Os primeiros e mais influentes rappers do hip hop etíope foram Teddy Yo e Lij Michael, com o último sendo mais bem sucedido comercialmente. O sucesso de ambos Jano Band e Lij Michael levou à sua inclusão na edição de 2017 da Coke Studio Africa